# اسکورچ
اسکورچ (به لاتین: Skórcz، تلفظ: [skurt͡ʂ]) یک شهرک در لهستان است که در شهرستان استاروگارد واقع شده‌است.

## خصوصیات
اسکورچ ۳٫۶۷ کیلومترمربع مساحت و ۳٬۵۱۲ نفر جمعیت دارد.